# Jesse Luketa
Jesse Shimba Luketa (Edmonton, 16 ottobre 1999) è un giocatore di football americano canadese che milita nel ruolo di linebacker per gli Arizona Cardinals della National Football League (NFL).

## Carriera

### Arizona Cardinals
Al college Luketa giocò a football a Penn State. Fu scelto nel corso del settimo giro (256º assoluto) del Draft NFL 2022 dagli Arizona Cardinals. Era anche classificato come il secondo miglior prospetto canadese nel Draft CFL 2022 e fu scelto nel corso del secondo giro (20º assoluto) dagli Ottawa Redblacks. Fu svincolato il 30 agosto 2022 e rifirmò per la squadra di allenamento il giorno successivo. Fu promosso nel roster attivo il 27 settembre.
Dopo la gara della settimana 16 della stagione 2022, Luketa si sottopose a un'operazione ortodontica; dopo essere venuto a conoscenza dell'annuncio del ritiro del compagno J.J. Watt, Luketa tentò di contattare Watt (che non era conoscenza del suo tentativo). Luketa, con la bocca piena di cotone e con difficoltà a parlare, mandò una foto e un messaggio vocale a Watt chiedendo una maglia firmata a fine stagione, fatto del quale poi entrambi scherzarono in conferenza stampa. La stagione da rookie di Luketa si chiuse con 7 presenze, nessuna delle quali come titolare, e 3 tackle.